# Original Doll
Albums de Britney Spears
In The Zone
(2003) Blackout
(2007)
Singles
1. Mona Lisa 
 (sortie sur Britney & Kevin: Choatic)
Sortie : 31 décembre 2004[1]
2. Do Somethin' 
 (sortie sur Greatest Hits: My Prerogative)
Sortie : 14 février 2005
3. Someday (I Will Understand) 
 (sortie sur Britney & Kevin: Choatic)
Sortie : 21 août 2005

Original Doll était censé être le cinquième album studio de la chanteuse américaine Britney Spears.
L'album, resté au stade de projet, ne sera jamais publié par l'artiste américaine. Spears commence le projet en 2003, et tout en favorisant son quatrième album studio, le travail a continué en 2005. L'album devait inclure huit titres, et six titres devaient être révélés sur internet. La moitié de l'album fuite sur YouTube en 2006. 

## Contexte et développement
Le  21 novembre 2003, quatre jours après avoir reçu son étoile sur le célèbre Walk of Fame de Hollywood Boulevard, Britney Spears annonce qu'elle travaille sur son prochain album. Britney Spears a commencé à enregistrer des démos pour son cinquième album studio en mai 2004. En décembre 2004, Spears accorde une interview exclusive à la radio KIIS-FM à Los Angeles, durant laquelle elle diffuse la démo d'une chanson intitulée Mona Lisa, présentée comme le premier single de l'album. Le titre est ensuite enregistré durant sa tournée, et juste avant la blessure au genou survenue au cours du tournage du clip d' Outrageous. Elle a également déclaré que l'album était encore sans titre, mais serait probablement appelé "The Original Doll". L'album est annulé après que Jive a découvert que Britney Spears avait joué la démo sans leur permission, ainsi que pour des raisons de viabilité commerciale. Mona Lisa est plus tard éditée au sein de l'EP Britney and Kevin: Chaotic. Quelques semaines après son passage à la radio KIIS-FM, Britney Spears annonce une pause prolongée, pour se concentrer sur sa famille. D'autres chansons ont été enregistrées, mais restées inédites jusqu'à ce que certains fans ou producteurs les divulguent, comme Michelle Bell, qui diffuse une chanson en entier, appelée Money, Love and Happiness en février 2012. Un second single a été révélé par cette dernière, appelé Peep Show, en libérant un autre extrait au public, et elle fut sanctionnée par Jive. Deux mois plus tard, une chanson de la même époque appelée Ouch fuite sur internet. Elle déclare plus tard queTake Off était sa chanson préférée des sessions qu'elle a eues avec Britney Spears, et divulgue ce titre le 21 mai 2017.

## Composition
Michelle Bell est connue pour être l'une des compositrices des chansons de Original Doll. Elle a travaillé avec Spears en 2003 et a enregistré trois chansons avec elle pour In The Zone. Mais, aucune d'entre elles n'a fini sur l'album. Chaotic, I've Just Begun (Having My Fun) et Look Who's Talking Now. Celles-ci sont apparues sur Britney & Kevin: Chaotic et sur Greatest Hits: My Prerogative. Britney Spears a également coécrit quelques-unes des chansons de l'album qui apporte une touche plus personnelle. Michelle Bell a déclaré dans une interview que Britney Spears était très talentueuse et qu'elle jouait du piano sur certaines des chansons qu'elles ont travaillé ensemble.
Henrik Jonback co-auteur de Toxic, a déclaré travailler avec Britney Spears en 2004 alors qu'elle entamait sa tournée The Onyx Hotel Tour. Henrik Jonback a également confirmé avoir coécrit quelques chansons avec la chanteuse lors de la tournée européenne de 2004, The Onyx Hotel Tour. « Je suis un bon coup d'œil[Quoi ?] dans la vie d'une superstar hystérique, et je dois dire, je suis très heureux d'en être un moi-même », a déclaré Jonback
Bloodshy & Avant a confirmé en 2004 qu'ils avaient travaillé avec Spears. RedOne a également produit et coécrit Money, Love and Happiness.

## Liste des pistes
| 1.  | Like I'm Fallin'                                                  | Britney Spears, Michelle Bell                                    | -                | -    |
| 2.  | Mona Lisa (sortie sur Britney & Kevin: Choatic)                   | Spears, Teddy Campbell, David Kochanski                          | Bloodshy & Avant | 3:37 |
| 3.  | Money, Love and Happiness (a fuité le 5 avril 2012)               | Spears, Khayat Nadir, Martorell Emelie, Bell                     | -                | 3:47 |
| 4.  | Pleasure You (a fuité le 9 avril 2012)                            | Spears, Bell, Nanna Kristiansson                                 | -                | 3:27 |
| 5.  | Take Off (a fuité le 21 mai 2017)                                 | Spears, Bell, Christian Karlsson, Pontus Winnberg                | Bloodshy & Avant | 3:03 |
| 6.  | Peep Show (a fuité le 5 avril 2012)                               | Bell, Spears, Larry Gates                                        | -                | 3:00 |
| 7.  | Welcome to Me (a fuité le 11 mai 2014)                            | Wade Robson, Spears, Carole Bayer Sager                          | -                | 3:04 |
| 8.  | Chaotic (sortie sur Britney & Kevin: Choatic)                     | Bell, Karlsson, Winnberg, Henrik Johnback                        | Bloodshy & Avant | 3:31 |
| 9.  | Someday (I Will Understand) (sortie sur Britney & Kevin: Choatic) | Spears                                                           | Guy Sigsworth    | 3:38 |
| 10. | Look Who’s Talking Now (a fuité le 9 janvier 2012)                | Bell, Spears, Karlsson, Winnberg                                 | Henrik Jonback   | 3:09 |
| 11. | Conscience (a fuité le 22 janvier 2015)                           | Bell, Spears, Karlsson, Winnberg                                 | Bloodshy & Avant | 3:12 |
| 12. | Little Me                                                         | Spears                                                           | -                | 0:50 |
| 13. | Do Somethin' (sortie sur Greatest Hits: My Prerogative)           | Christian Karlsson, Ontus Winnberg, Henrik Jonback, Angelo Hunte | Bloodshy & Avant | 3:30 |
| 14. | Girls and Boys (sortie sur Britney Spears: In The Zone)           | -                                                                | -                | 3:41 |
| 15. | Guilty (a fuité le 22 février 2016)                               | Joseph Belmatti Cutfather, Balewa Muhammad, Spears               | -                | 4:06 |
| 16. | Over to You Now (sortie sur Britney & Kevin: Chaotic)             | Guy Sigsworth, Imogen Heap, Robin Carlsson Alexander Kronlund    | Sigsworth        | 3:42 |